# Clayton (New York)
Pour les articles homonymes, voir Clayton.
Ne doit pas être confondu avec Clayton (village, New York).
Clayton est une ville américaine située dans le comté de Jefferson dans l'État de New York. Lors du recensement de 2010, sa population est de 5 153 habitants, dont 1 978 dans le village de Clayton.

## Géographie
La municipalité s'étend sur 104,03 milles carrés (269,44 km2), y compris 21,67 milles carrés (56,13 km2) de plans d'eau et rivières. Clayton est en effet située sur les rives du fleuve Saint-Laurent.

## Histoire
La localité est fondée dans les années 1820 par des colons français. Elle porte le nom de Cornelia avant d'être renommée Clayton en 1831, en l'honneur du sénateur John Middleton Clayton.
La municipalité de Clayton (en anglais : Town of Clayton) est créée le 27 avril 1833 par la législature de l'État de New York, à partir des communes voisines de Lyme et Orleans. Le village de Clayton, au sein de la town, est incorporé en 1872.

## Démographie
Selon l'American Community Survey de 2018, la population de Clayon est très majoritairement blanche (à plus de 97 % contre 70 % à l'échelle de l'État et 77 % à l'échelle du pays). Son âge médian est de 46 ans, supérieur de 8 ans aux États-Unis,.
Le revenu médian par foyer y est de 73 656 dollars, supérieur à celui de l'État de New York (65 323 dollars) et des États-Unis (60 293 dollars). Parallèlement, la ville connaît un taux de pauvreté plus faible à 7,7 % (contre 13,6 % et 11,8 %),.